# André Herrmann

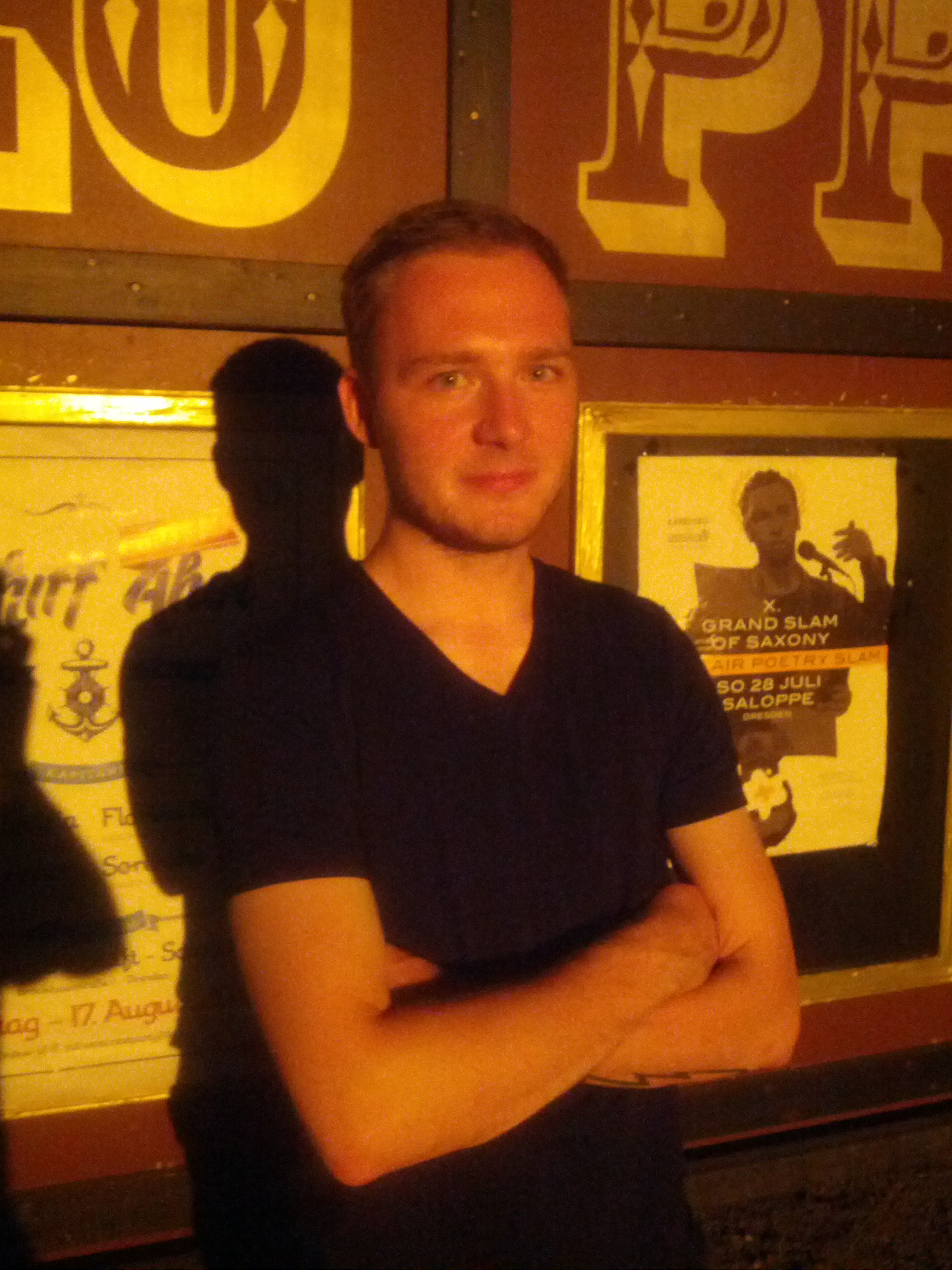
André Herrmann (2013)

André Herrmann (* 22. April 1986 in Lutherstadt Wittenberg) ist ein deutscher Autor, Comedian und Podcaster.

## Leben
Herrmann wuchs in Dessau-Roßlau und Leipzig auf. Er studierte Politikwissenschaft an der Universität Leipzig. Seit 2007 trat er bei Poetry Slams und auf Lesebühnen auf. Er gewann zahlreiche deutschsprachige Poetry Slams.
Zusammen mit Julius Fischer bildete Herrmann das „Team Totale Zerstörung“. Das Slam-Duo gewann 2011 und 2012 die deutschsprachige Poetry-Slam-Meisterschaft in der Kategorie Team und veröffentlichte im Oktober 2012 das Album „Wir sind dann mal whack“. Nach den gemeinsamen Auftritten bildete sich aus dem Slam-Duo der Podcast „Team Totale Zerredung“, der zu den erfolgreichsten Comedy-Podcasts auf Spotify gehört.
Seit 2008 ist Herrmann monatlich bei der Leipziger „Lesebühne Schkeuditzer Kreuz“ sowie seit 2014 auch bei der Berliner Lesebühne „Fuchs und Söhne“ zu sehen. Er veröffentlichte Texte in zahlreichen Anthologien. Im März 2015 erschien sein Comedy-Roman "Klassenkampf" im Verlag Voland & Quist, 2018 folgt der Roman „Platzwechsel“. Die Veröffentlichung seines drittens Romans „Schön war’s, aber nicht nochmal“ erfolgte im April 2024, diesmal im Rowohlt-Verlag.
Herrmann schrieb für zahlreiche TV-Sendungen, Sitcoms und Comedy-Formate. Für den Mitteldeutschen Rundfunk war er Headautor der Fernsehsendungen „Comedy mit Karsten“ und „[sla(m]dr)“. Für ZDFneo schrieb er einige Folgen der Sitcom „Nix Festes“ von Markus Barth und war als Headautor der Sendung „HOMIES“ tätig. Des Weiteren konzipiert er Comedy-Programme und ist Gagautor für Late Night Berlin (ProSieben) mit Klaas Heufer-Umlauf und schrieb zudem für Jan Böhmermanns Neo Magazin Royale (ZDF). Beim Fußballverein RB Leipzig war er von 2013 bis 2020 Stadionsprecher der Nachwuchsmannschaften.
2021 schrieb Herrmann gemeinsam mit der Comedienne Tahnee exklusiv für die ARD Mediathek im wöchentlichen Abstand acht Folgen des Formats TAHNEE.7, in dem sie gleichzeitig alle Rollen spielten.
Herrmann erfand den Begriff „Hypezig“ (Neologismus, Zusammensetzung aus „Hype“ und „Leipzig“) und sammelte in einem Blog Artikel, die das „Hypezig-Phänomen“ aufgreifen. Als regelmäßiger Gast der „Comedy Roast Show“ von Tim Thoelke und Roast-Formaten wie dem „Comedy Central Roast Battle“ erlangte Herrmann Bekanntheit als Roaster. Auf YouTube veröffentlicht er regelmäßig neue Folgen des „Roasts der Woche“.
Herrmann lebt nach Stationen in Brüssel und Berlin aktuell wieder in Leipzig.

## Auszeichnungen (Auswahl)
- 2009: Michael-Lindner-Preis
- 2011: Gewinner der Offenen Sächsischen Meisterschaften im Poetry Slam (Grand Slam of Saxony)
- 2011: Gewinner der deutschsprachigen Poetry-Slam-Meisterschaften (Team), Team Totale Zerstörung
- 2012: Gewinner der deutschsprachigen Poetry-Slam-Meisterschaften (Team), Team Totale Zerstörung
- 2013: Gewinner der Offenen Sächsischen Meisterschaften im Poetry Slam (Grand Slam of Saxony)

## Veröffentlichungen
- Wir sind dann mal whack (mit Julius Fischer). CD. oomoxx media KG, Cuxhaven 2012, EAN 4260069343661.
- Klassenkampf. Roman. Voland & Quist, Dresden und Leipzig 2015, ISBN 978-3-86391-098-3.
- Platzwechsel. Roman. Voland & Quist, Dresden und Leipzig 2018, ISBN 978-3-86391-216-1.
- Schön war's, aber nicht nochmal. Rowohlt Verlag, 2024, ISBN 978-3-499-01399-7.